# 瀬尾佳美
瀬尾 佳美（せお かみ）は、日本の環境経済学者。青山学院大学国際政治経済学部国際経済学科准教授。東京都品川区出身。
日本リスク研究学会、環境経済・政策学会、システム農学会、独立行政法人防災科学技術研究所客員研究員、青山学院大学WTO研究センター研究員。
2004年、「連帯保証人の経済学」にてフジタ未来経営賞を受賞。

## 学歴
- 東京都立九段高等学校卒業
- 大阪大学理学部物理学科卒業
- マサチューセッツ州クラーク大学 Environmental Science and Policy program 修了 (修士)
- 筑波大学大学院社会工学研究科博士後期課程修了 、博士（都市・地域計画）

　博士論文：The dual decay structure in trade and the environment / Kami Seo. -- [Kami Seo], 2000

## 人物
個人のブログにおいて、2008年4月22日に広島高等裁判所が光市母子殺害事件の差し戻し審判決で犯行当時少年であった犯人に対して死刑判決を言い渡したことについて重過ぎると主張し、「最低でも永山基準くらいをラインにしてほしいものだ。永山事件の死者は4人。対してこの事件は1.5人だ」「赤ん坊はちょっとしたことですぐ死んでしまうので傷害致死の可能性は捨てきれないと思っている」と発言。
安田好弘らを中心とする被告弁護団に対する懲戒処分請求を呼びかけた大阪府知事の橋下徹についても、「（当時の橋下徹）大阪府知事なんかエロノック（横山ノック）だって務まったくらいですから誰でもかまいません」と述べた。これらの発言はネット上で物議を醸し、結果として青山学院大学学長が謝罪することとなった。

## 職歴
- 日本アイ・ビー・エム株式会社 システムエンジニア
- マサチューセッツ工科大学　TA
- 青山学院大学　国際政治経済学部教員
  - 准教授を経て、2009年より専任講師となるも准教授に復帰[1]。

## 著作
- 『リスク理論入門 どれだけ安全なら充分なのか』中央経済社、2005年4月。ISBN 9784502250804。